# La fedeltà premiata
La fedeltà premiata (La fidelitat recompensada) és una òpera en tres actes composta per Joseph Haydn i estrenada el 25 de febrer de 1781 a Eszterháza per celebrar la reobertura del teatre de la cort després d'un incendi. Se'n va fer una versió revisada que es va estrenar el 1782.

## Historial de composició i actuació
El teatre principal de l'òpera al costat del palau d'Eszterháza havia estat destruït per un incendi el novembre de 1779; La fedeltà premiata, composta l'any 1780, va inaugurar al recinte el nou teatre d'última generació que va obrir després d'importants retards 15 mesos després. L'òpera va ser escrita durant el període més prolífic de la composició operística de Haydn entre 1773 i 1783, quan va compondre vuit òperes italianes.
El llibret va ser adaptat per Haydn i un col·lega anònim de L'infedeltà fedele de Giambattista Lorenzi, que havia estat creat per Cimarosa el 1779. Haydn tenia accés a la partitura de Cimarosa, tot i que el dialecte napolità i les bromes crues es van eliminar i els nou personatges de l'escenari anterior es van reduir a vuit per la confusió de dos papers femenins. En la seva versió revisada (i escurçada), La fedeltà premiata s'anomena dramma pastorale giocoso (una òpera còmica). amb elements pastorals).
L'òpera va ser reviscada dues vegades a Eszterháza després de 1782. El desembre de 1784, Mozart va assistir a una producció en llengua alemanya al Theater am Kärntnertor de Viena, obra del seu futur col·laborador Emanuel Schikaneder. Tanmateix, després d'alguns representacions a Bratislava de 1785 a 1787, com totes les òperes de Haydn, va desaparèixer completament de l'escenari després de la seva mort.
El 1958, la BBC va emetre extractes d'un manuscrit incomplet. La primera actuació moderna va tenir lloc al Holland Festival el 1970 i el primer enregistrament complet va ser realitzat per Philips el 1976 en associació amb la Radio Suisse Romande i la Unió Europea de Radiodifusió. El 1979 La producció escènica del Glyndebourne havia de ser gravada per Southern Television.
L'òpera va rebre la seva estrena a Munic al Teatre Cuvilliés el 25 de març de 2011, 230 anys després que l'Idomeneo de Mozart, el seu exacte contemporani, s'estrenés en aquell lloc. Christopher Ward va dirigir una actuació de la Bavarian State Orchestra i cantants de la Bavarian State Opera's Opera Studio.